# Roodkeelforel
De roodkeelforel (Oncorhynchus clarkii) is straalvinnige vis uit de familie van de zalmen (Salmonidae). De wetenschappelijke naam van de soort werd gepubliceerd in 1836 door Richardson.
De roodkeelforel komt voor in rivieren die uitmonden in de Grote Oceaan, in de Rocky Mountains en in het Grote Bekken. Als lid van het geslacht Oncorhynchus, is het een Pacifische forel, een groep zalmen en forellen die ook de meer voorkomende regenboogforel bevat. De roodkeelforel is populair in het sportvissen, vooral in het vliegvissen. De Engelse naam "cutthroat trout" verwijst naar de opvallende rode kleur aan de onderzijde van de onderkaak. De soortaanduiding clarkii is een eerbetoon aan verkenner William Clark, medeleider van de expeditie van Lewis en Clark.
De roodkeelforel verblijft en broedt gewoonlijk in kleine tot middelgrote, heldere, zuurstofrijke en ondiepe rivier met een bodem van grind. Ze broeden ook in heldere, koude en middeldiepe meren. Ze komen van nature voor in de kleinere alluviale rivieren in het stroomgebied van de Grote Oceaan, het stroomgebied van het Grote Bekken en in de Rocky Mountains (stroomgebieden van de Grote Oceaan, Grote Bekken en Atlantische Oceaan). De roodkeelforel plant zich voort in de lente.
Er zijn vele ondersoorten die bedreigd worden in hun natuurlijke habitat omwille van habitatverlies en de introductie van exoten. Van twee ondersoorten, O. c. alvordensis en O. c. macdonaldi, neemt men aan dat ze zijn uitgestorven. Een andere ondersoort is O. c. clarkii.